# Gratitude
Gratitude는 비스티 보이즈가 발매한 3집 Check Your Head 에 수록 된 곡이 1992년 10월에 다시 싱글로 발매된 음반이다. 이 곡으로 뉴 메탈 밴드에게 간접적 영향을 주었다.

## 곡 목록
1. "Gratitude" (LP 버전)
2. "Stand Together" (라이브)
3. "Finger Lickin'" (Good Government Cheese Mix)
4. "Gratitude" (부도칸 라이브)
5. "Honky Rink" (Previously Unreleased)

참고: Sabotage